# مالوكو (إندونيسيا)
مقاطعة مالوكو (بالإندونيسية: Maluku)‏، هي إحدى مقاطعات إندونسيا وهي أصلا جزء من جزر الملوك. و عاصمتها أمبون.

## جزر المقاطعة
من أهم جزر المقاطعة:
- جزيرة بورو
- جزيرة سيرام
  - جزيرة أمبون (أمبوينا)
  - جزيرة ساباروا
- أرخبيل غورونغ
- أرخبيل واتوبيلا
- جزر باندا
- جزر تاياندو
- جزر كاي
- جزر آرو
  - جزيرة إينو
  - جزيرة كوبرور
  - جزيرة ميكور
  - جزيرة ترانغان
  - جزيرة ووكام
- جزر تانيمبار
  - جزيرة سيلارو
  - جزيرة يامدينا
- جزيرة بابار
- جزر بارات دايا
  - جزيرة ليران
  - جزيرة دامار (مالوكو) ، (وهي غير جزيرة دامار (كاليمنتان))
  - جزيرة رومانغ
  - جزيرة ويتار
- جزر ليتي
- مجموعة من الجزر البركانية الصغيرة في بحر باندا